# Panaretella
Genre
Panaretella est un genre d'araignées aranéomorphes de la famille des Sparassidae.

## Distribution
Les espèces de ce genre sont endémiques d'Afrique du Sud.

## Liste des espèces
Selon World Spider Catalog (version 17.5, 21/01/2017) :
- Panaretella distincta (Pocock, 1896)
- Panaretella immaculata Lawrence, 1952
- Panaretella minor Lawrence, 1952
- Panaretella scutata (Pocock, 1902)
- Panaretella zuluana Lawrence, 1937

## Publication originale
- Lawrence, 1937 : A collection of Arachnida from Zululand. Annals of the Natal Museum, vol. 8, p. 211-273.